# Tadeusz Włudyka
Tadeusz Czesław Włudyka (ur. 1953 w Jeleniej Górze) – polski prawnik, profesor i kierownik Katedry Polityki Gospodarczej na Wydziale Prawa i Administracji UJ.

## Życiorys
W 1972 roku rozpoczął studia na Wydziale Prawa Uniwersytetu Jagiellońskiego, które ukończył w 1976 roku. W 1984 roku uzyskał stopień doktora nauk humanistycznych. W 1995 roku nadano mu stopień naukowy doktora habilitowanego nauk humanistycznych — nauka o polityce, po odbytym kolokwium habilitacyjnym na podstawie rozprawy pt.: „Trzecia droga w myśli gospodarczej II Rzeczypospolitej”. Tytuł profesora nauk prawnych nadał mu Prezydent RP w 2003 roku.
W latach 2005–2008 był dziekanem Wydziału Prawa i Administracji UJ.